# فرودگاه آبی دریاچه کاسبا
فرودگاه آبی دریاچه کاسبا (به انگلیسی: Kasba Lake Water Aerodrome) یک فرودگاه خصوصی با کد یاتا YDU است که یک باند فرود آب دارد. این فرودگاه در کشور کانادا قرار دارد و در ارتفاع ۳۳۲ متری از سطح دریا واقع شده است.